# Gluck (Malerei)

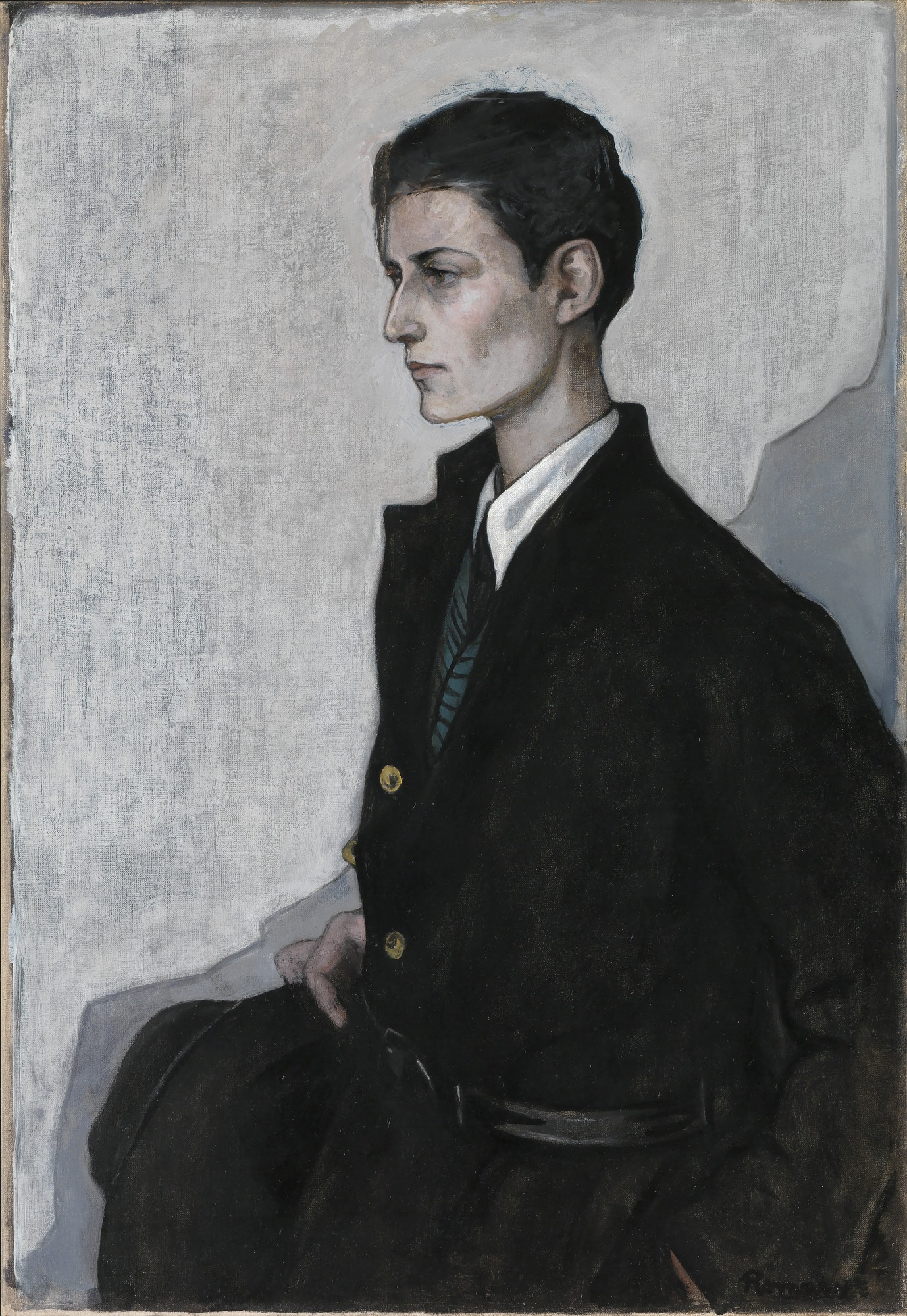
Hannah Gluckstein porträtiert von Romaine Brooks, Peter, a Young English Girl 1926

Gluck (geboren als Hannah Gluckstein; * 13. August 1895 in London; † 10. Januar 1978 in Steyning, Sussex) war eine englische, vermutlich nichtbinäre Person, die der Malerei nachging.

## Leben und Wirken
Gluckstein wurde als Kind einer wohlhabenden jüdischen Familie in London geboren. Ihre Mutter, Francesca Hall, war Opernsängerin, der jüngere Bruder war der konservative Politiker Sir Louis Gluckstein. Hannah Gluckstein besuchte bis 1910 die Dame School in Swiss Cottage, London und bis 1913 die St Pauls Girls School in Hammersmith. Bereits 1913 wurde Gluckstein von der Royal Drawing Society ausgezeichnet. Von 1913 bis 1916 folgte eine Ausbildung in Kunst an der St John’s Wood Art School in London. Dort lernte Gluckstein, genannt Gluck, die spätere Partnerin E. M. Craig kennen.
Gluck reiste dann nach Lamorna, Cornwall, um mit anderen Landschaftsmalern eine Künstlerkolonie zu gründen. Der Vater richtete Gluck 1916 einen Treuhandfonds ein, der ein unabhängiges Leben ermöglichte. Zu diesem Zeitpunkt hatte Gluck sich das Haar abgeschnitten, den Namen auf „Gluck“ gekürzt und war ausschließlich männlich gekleidet. Gluck heiratete nie und entzog sich den Erwartungen der Eltern, an der Kunstakademie einen Mann zu finden. Gluck lebte ausschließlich mit Frauen zusammen. Gluck kaufte sich ein Studio in Cornwall, wo es 1923 zu einem Treffen mit der amerikanischen Künstlerin Romaine Brooks kam und beide sich gegenseitig porträtierten. Brooks Porträt von Gluck nannte sie 1926 Peter, a Young English Girl. Mit der Pariser lesbischen „haut-monde“, wie Gluck sie nannte, wollte Gluck allerdings genauso wenig zu tun haben wie mit Künstlergruppen.
Gluck identifizierte sich mit keiner künstlerischen Schule oder Bewegung und zeigte Arbeiten nur in Einzelausstellungen. Die Fine Art Society in London schuf 1932 für die Bilder einen speziellen „Gluck Room“. Die Arbeiten wurden in von Gluck 1932 erfundenen und patentierten Rahmen gezeigt. Gluck ist bekannt für naturalistische Porträts und Stillleben mit Blumen, die von den Blumenarrangements der Dekorateurin Constance Spry inspiriert wurden, mit der Gluck von 1932 bis 1936 zusammenlebte. In den 1950er Jahren wurde Gluck unzufrieden mit den damals erhältlichen Farben für Künstler und überzeugte die British Standards Institution, einen neuen Standard für Ölfarben zu schaffen. Gluck war Mitglied der Royal Society of Arts und malte von 1955 bis 1968 Porträts von verschiedenen Richtern, darunter das von Sir Cyril Salmon, Baron Salmon, einem von Glucks Cousins.
2023 wurde Gluck von der Suchmaschine Google mit einem Doodle geehrt.

## Geschlechtsidentität
Aufgrund des androgynen Erscheinungsbilds und der persönlichen Aufforderung, in Bezug auf Gluck keine geschlechtsspezifischen Anreden zu verwenden („no prefix, suffix, or quotes“), ist Glucks Geschlechtsidentität ungeklärt. In vielen kunsthistorischen Werken wird Gluck als lesbische Frau beschrieben, die sich typischen Geschlechterrollen widersetzte. Hingegen wird Gluck in anderen Retrospektiven als nichtbinär bezeichnet, konkret auch als genderfluid. Das liegt unter anderem an von Gluck privat verwendeten Selbstbezeichnungen mit verschiedenen grammatikalischen Geschlechtern. Andere Medien verweisen darauf, dass sich Glucks Geschlechtsidentität aus einer modernen Sichtweise nur schwer bestimmen lasse.

## Einzelausstellungen
- 1924: Dorien Leigh Galleries, London
- 1926, 1932, 1937, 1973 und 1980: Fine Art Society, London